# محمد عبد الرحمن البشر
الدكتور محمد بن عبد الرحمن البشر (1955م الرياض) سفير خادم الحرمين الشريفين لدى الإمارات العربية المتحدة سابقا. وكان قبل ذلك سفيراً للمملكة في الصين والمغرب. حاصل على درجة الدكتوراه في الاقتصاد.

## الحياه العملية
- بدأ حياته العملية معيداً بجامعة الملك سعود عام 1974م، ثم عضو هيئة تدريس بها، وانتقل إلى جامعة الملك فيصل، وأصبح رئيساً لقسم الاقتصاد.
- عمل مستشاراً غير متفرغ لوزير الزراعة والمياه أثناء عمله بالجامعة.
- عين نائباً لمحافظ المؤسسة العامة لصوامع الغلال ومطاحن الدقيق عام 1988م.
- عين سفيراً فوق العادة للمملكة العربية السعودية لدى جمهورية الصين الشعبية عام 2000م
- عين سفيرا مفوضا فوق العادة لدى المملكة المغربية في 16 يوليو 2004م حتى يوم 7 يناير 2014م.